# Tenmon (kompozytor)
Tenmon (jap. 天門), właściwie Atsushi Shirakawa (jap. 白川 篤史 Shirakawa Atsushi; ur. 4 października 1971 w Tokio) – japoński kompozytor, związany z zespołem Falcom Sound Team jdk, a także firmą Nihon Falcom, dla której skomponował ścieżkę dźwiękową do wielu gier tej firmy, m.in. do popularnego Brandish.
Obecnie zatrudniony w przedsiębiortstwie Minori (japońskiej firmie produkującej gry typu visual novel), gdzie rozpoczął swoją współpracę z Makoto Shinkaiem (którego poznał jeszcze podczas pracy w Falcomie) komponując muzykę do jego debiutanckiego filmu She and Her Cat. Najbardziej znany z późniejszych ścieżek dźwiękowych dla filmów Shinkaia (m.in. Głosy z odległej gwiazdy oraz 5 centymetrów na sekundę).

## Projekt Promise
Z okazji 10-lecia współpracy Tenmona i Makoto Shinkaia w 2009 ukazał się album zatytułowany Shinkai Makoto sakuhin Image Album „Promise” (jap. 新海誠作品イメージアルバム「Promise」 Makoto Shinkai sakushin imēji arubamu „Promise”) w wykonaniu orkiestry symfonicznej Eminence Symphony Orchestra z Sydney. Składa się on z symfonicznych aranżacji utworów wykorzystanych w wielu filmach Shinkaia.

## Twórczość
- She and Her Cat (jap. 彼女と彼女の猫 Kanojo to kanojo no neko; 1999)
- Głosy z odległej gwiazdy (jap. ほしのこえ Hoshi no koe; 2002)
- Mizu no Kakera (jap. みずのかけら Mizu no kakera; 2001)
- Tenshi no Kakera (jap. てんしのかけら Tenshi no kakera; 2003)
- Haru no Ashioto (jap. はるのあしおと Haru no ashioto; 2004)
- The Place Promised in Our Early Days (jap. 雲のむこう、約束の場所 Kumo no mukō, yakusoku no basho; 2004)
- Ef: A Fairy Tale of the Two. (2006)
- 5 centymetrów na sekundę (jap. 秒速5センチメートル Byōsoku 5 senchimētoru; 2007)
- Ef: A Fairy Tale of the Two.|Ef: A Tale of Memories. (2007)
- Ef: A Fairy Tale of the Two.|Ef: A Tale of Melodies. (2008)
- Eden*|Eden* They Were Only Two, On The Planet (2009)
- Children Who Chase Lost Voices (jap. 星を追う子ども Hoshi o ou kodomo; 2011)

Inne prace Tenmona zostały zawarte w albumie Chronicle wydanym w 2012.